# شاستا (شهرستان اونژسکی، استان آرخانگلسک)
شاستا (به لاتین: Shasta) یک منطقهٔ مسکونی در روسیه است که در استان آرخانگلسک واقع شده‌است.